# Fernando Fernández Martín
Pour les articles homonymes, voir Fernando Fernández.
Fernando Manuel Fernández Martín, né le 29 mai 1943 à Santa Cruz de La Palma, est un homme politique espagnol membre du Parti populaire (PP).
Il est président du gouvernement des Canaries entre 1987 et 1989, puis député européen de 1994 à 2009.

## Biographie

### Formation et vie professionnelle
Il obtient sa licence en médecine à l'université de Navarre, où il devient alors professeur associé de neurologie. Diplômé dans ce domaine l'année d'après à l'université de Barcelone, il se spécialise en 1968 en neurophysiologie clinique.
En 1969, il est recruté par l'université de La Laguna, où il occupe pendant dix ans un poste de professeur de neurologie. Il est nommé, deux ans plus tard, chef du service de neurologie de l'hôpital universitaire des Canaries, à Tenerife.

### Début et ascension en politique
Il adhère au Centre démocratique et social (CDS) en 1982 et en devient le président l'année d'après. Lors de l'élection régionale du 8 mai 1983 dans les Îles Canaries, il est élu député de La Palma au Parlement. Il prend alors les fonctions de porte-parole du groupe CDS.
En 1984, il prend un poste de professeur de neurologie à La Laguna.

### Président des Canaries
Pour l'élection régionale du 10 juin 1987, il est le chef de file du CDS dans l'archipel et se présente sur Tenerife. Le parti atteint 19,5 % des voix, soit 13 députés sur 60.
Troisième en voix mais deuxième en sièges, il conclut un accord de gouvernement avec les Regroupements indépendants des Canaries (AIC) et l'Alliance populaire (AP), bénéficiant en outre de l'appui du Regroupement d'El Hierro indépendant (AHI). Il sera alors le seul chef de gouvernement régional issu des rangs du CDS.
Après un discours où il explique vouloir renforcer l'idée régionale au détriment du sentiment d'appartenance insulaire, et que son prédécesseur Jerónimo Saavedra qualifie de « continuiste », Fernando Fernández Martín est investi à 44 ans président du gouvernement des Canaries le 29 juillet par 31 voix favorables, soit l'exacte majorité absolue.
Du fait d'un désaccord au sein de sa majorité sur la réorganisation des sites universitaires, il décide de se soumettre à un vote de confiance le 30 novembre 1988. Du fait de l'abstention des AIC, il perd la confiance du Parlement avec 27 voix contre, 21 voix pour et 11 abstentions ; il se dit malgré tout prêt à former un nouvel exécutif, tandis que le socialiste Saavedra annonce vouloir prendre des contacts avec le CDS et les AIC pour tenter de former une majorité stable. Bien que le comité régional du CDS l'ait confirmé comme candidat à la présidence du gouvernement, il y renonce et démissionne de la direction du parti environ deux semaines plus tard. Le 3 janvier 1989, son vice-président Lorenzo Olarte, issu du CDS, prend sa suite.

### Passage au PP et Parlement européen
Au mois de décembre 1990, il quitte le CDS pour rejoindre le nouveau Parti populaire (PP), l'annonce étant faite en conférence de presse aux côtés du secrétaire général du PP Francisco Álvarez-Cascos. Pressenti comme tête de liste à Santa Cruz de Tenerife ou candidat au Parlement lors des élections du 26 mai 1991, il se présente finalement aux élections européennes du 12 juin 1994 et se voit placé en quatorzième position sur la liste d'Abel Matutes, juste après l'ancien président de la Junte de Galice Gerardo Fernández Albor.
Il est réélu lors des élections du 13 juin 1999 et devient alors vice-président de la commission du Développement et de la Coopération. Il n'est pas reconduit lors du renouvellement des instances à mi-mandat, en janvier 2002. Réélu pour un troisième mandat au cours du scrutin du 7 juin 2004, il quitte la vie politique à l'issue de la législature, en 2009.